# Beilschmiedia obscura
Beilschmiedia obscura là loài thực vật có hoa trong họ Nguyệt quế. Loài này được (Stapf) A.Chev. miêu tả khoa học đầu tiên năm 1938.